# تشارلز فوستر (واثب حواجز)
تشارلز فوستر (بالإنجليزية: Charles Foster)‏ هو واثب حواجز ‏ أمريكي، ولد في 2 يوليو 1953 في غرينزبورو في الولايات المتحدة، وتوفي في 31 مارس 2019.

## وصلات خارجية
- تشارلز فوستر على موقع اللجنة الأولمبية الدولية (الإنجليزية)
- تشارلز فوستر على موقع أوليمبيديا (الإنجليزية)